# أندريه بوكيا
اندريه بوكيا (بالإسبانية: André Bukia) هو لاعب كرة قدم كونغولي ديمقراطي في مركز الجناح، ولد في 3 مارس 1995 في كينشاسا لعب سابقاً في نادي الباطن السعودي.

## وصلات خارجية
- اندريه بوكيا على موقع الاتحاد الأوربي (الإنجليزية)
- اندريه بوكيا على موقع قاعدة بيانات كرة القدم.إي يو (الإنجليزية)
- اندريه بوكيا على موقع ناشيونال فوتبول تيمز (الإنجليزية)
- اندريه بوكيا على موقع Soccerway.com (الإنجليزية)
- اندريه بوكيا على موقع AS.com (الإسبانية)